# Anhimídeos
Anhimídeos (Anhimidae) é uma família de aves aquáticas anseriformes, que inclui dois géneros e três espécies de anhumas e tachãs. O grupo tem distribuição geográfica confinada às regiões neotropicais da América do Sul e habita zonas pantanosas, savana e planícies de inundação de rios associados a florestas húmidas. 
Os anhimídeos são aves de grande porte, com 76 a 95 centímetros de comprimento e cerca de 170 cm de envergadura. A sua aparência geral é semelhante a um ganso, excepto a cabeça que lembra a dos galináceos. A plumagem é em tons de cinzento ou preto-esverdeado com algumas manchas de branco ou ornamentação, dependendo da espécie. Não há dimorfismo sexual mas as fêmeas são em geral menores que os machos. As patas são curtas e fortes e os três dedos da frente estão unidos por uma membrana interdigital. Os anhimídeos produzem vocalizações extremamente ruidosas, que podem ser audíveis a cerca de 3 quilómetros de distância, ao menor sinal de perigo e durante os rituais de acasalamento.
As anhumas e tachãs são aves herbívoras que se alimentam de plantas aquáticas e, esporadicamente, de pequenos invertebrados. São aves monogâmicas e territoriais que constroem ninhos isolados flutuantes ou nos bancos de rios, que podem ser reaproveitados de ano para ano. A época de reprodução decorre em geral de Outubro a Dezembro. As posturas são em geral de 2 a 7 ovos brancos e sarapintados. Os juvenis recebem os cuidados parentais de ambos os progenitores durante 3 a 4 meses. 
O IUCN lista apenas uma espécie deste grupo mas os anhimídeos estão ameaçados pela desflorestação, utilização de pesticidas e degradação de habitat. 
O primeiro registo fóssil do grupo surge em formações do Plistocénico da Argentina.

## Classificação
- Género Anhima Brisson, 1760
  - Anhima cornuta (Linnaeus, 1766) - Anhuma
- Género Chauna Illiger, 1811
  - Chauna chavaria (Linnaeus, 1766) - Tachã-de-cara-branca[2]
  - Chauna torquata (Oken, 1816) - Tachã ou tachã-cinzenta[2]